# Deutschland, bleiche Mutter
Deutschland bleiche Mutter (en alemany, Alemanya, mare pàl·lida) és una pel·lícula dramàtica d'Alemanya Occidental del 1980 escrita i dirigida per Helma Sanders-Brahms. Es va mostrar al 30è Festival Internacional de Cinema de Berlín l'any 1980, on va ser nominada a l'Ós d'Or. No es va estrenar als Estats Units fins al 1984.
La pel·lícula va ser restaurada i reestrenada al Regne Unit el 2015 pel British Film Institute.
El títol està extret del poema del mateix nom de Bertolt Brecht.

## Argument
A la dècada de 1930, en Hans se sent atret per la Lene, l'única de cabell fosc d'una família alemanya de set germanes. Com que l'amic d'en Hans, Ulrich, és membre del partit nazi, la Lene es resisteix a veure en Hans però, després de comprovar que Hans no és nazi, accepta veure'l i finalment es casen. L'aniversari de la Lene, s'assabenta que Hans ha estat reclutat per lluitar a Polònia perquè és un buròcrata de baix nivell que no és al partit, mentre que l'Ulrich se n'ha estalviat. A Polònia, Hans assassina civils i té dificultats per adaptar-se a la guerra, com molts altres soldats. Quan torna de permís, ell i la Lene conceben un fill, l'Anna, que neix durant un atac aeri.
Després que la seva casa sigui bombardejada, la Lene porta l'Anna a veure en Hans, de nou amb un permís de dos dies. Tot i que la Lene està contenta de veure'l, es posa gelós d'Anna i Anna d'ell. Per protegir-se ella i l'Anna de la guerra, la Lene camina a peu pel país. Després de la guerra, dos soldats estatunidencs la violen davant d'Anna. Finalment, cap a casa, la Lene es retroba amb una germana i, més tard, amb en Hans. Amb el pas del temps, el seu retrobament s'embolica, ja que té paranoies de que li va ser infidel quan ell estava fora. També és dur amb l'Anna per les seves tasques escolars, la colpeja esporàdicament i la critica constantment. Després de la guerra, es retroba amb Ulrich, que anima breument l'Anna a burlar-se de Hans. La burla trenca l'alegre estat d'ànim d'en Hans (la fragilitat del qual és probablement deguda a l'estrès posttraumàtic), el que el porta a colpejar l'Anna fins a fer-la plorar.
Deprimida, la Lene contrau paràlisi facial. Hans torna a casa, content pel seu ascens, per descobrir l'estat de la seva dona. La porta al metge, que els informa que li han de treure totes les dents per evitar que la paràlisi s'estengui. En contra de la seva voluntat Hans, observant que la vida és més important, ordena l'extracció. Això aïlla i deprimeix encara més la Lene, amb paràlisi facial persistent, que es manté al llit, es retira d'Anna i porta un vel quan ha de sortir.
Ulrich i Hans mantenen bones relacions, fins que una nit, després d'haver begut, Hans descobreix que Ulrich ha estat ascendit per sobre d'ell. Ulrich ho justifica per les seves qualificacions. Hans, amargat per les promocions d'Ulrich, ja no se sent atret per la Lene i cansat de la seva depressió, no reacciona quan la Lene li diu que no vol viure més. Se'n va a la feina i la Lene es tanca al bany amb la intenció d'obrir el gas. L'Anna plora i li suplica que surti, i finalment ho fa.

## Repartiment
- Eva Mattes com a Lene
- Ernst Jacobi com a Hans
- Elisabeth Stepanek com a Hanne
- Angelika Thomas com a Lydia
- Rainer Friedrichsen com a Ulrich
- Gisela Stein com a tia Himchen
- Fritz Lichtenhahn com a oncle Bertrand
- Anna Sanders com a Anna

## Premis
El 1980, la pel·lícula va guanyar el Gran Premi al Festival Internacional de Cinema Femení de Créteil i va ser nominada a l'Ós d'Or de Berlín al 30è Festival Internacional de Cinema de Berlín.